# Place de l'Opéra
Pour l’article homonyme, voir Place de l'Opéra (Liège).
La place de l'Opéra est une place de Paris située dans le 9e arrondissement.

## Situation et accès

Place de l'Opéra

La place est située devant le Palais Garnier et au carrefour du boulevard des Italiens, du boulevard des Capucines, de l'avenue de l'Opéra, de la rue Auber, de la rue Halévy, de la rue de la Paix et de la rue du Quatre-Septembre.
La place de l'Opéra est devenue un lieu incontournable du paysage parisien et des plus touristiques, au point de rencontre des très fréquentées lignes 3, 7 et 8 et à la jonction des grands axes parcourant le nord-ouest de la capitale. Elle est située au milieu d'un quartier d'affaires (sièges de sociétés diverses, banques, assurances) et de commerces (grands magasins, boutiques de luxe).

Place de l'Opéra, vers 1909.

Ce site est desservi par la station de métro Opéra.

## Description
À l'époque de sa création, en même temps que celle de l'Opéra de Charles Garnier, cette place a comme intérêt majeur de donner au piéton le recul suffisant pour admirer la façade principale de l'édifice. Elle fait aussi partie des transformations de l'urbanisme de la capitale, voulues par Napoléon III et concrétisées par le baron Haussmann, pour faciliter les circulations de toutes sortes.
L'endroit prend une importance particulière avec le passage de plusieurs lignes du métropolitain. À l'aube du XXe siècle, une polémique naît. Nous sommes alors en plein essor de l'Art nouveau face à l'académisme ambiant et le choix de l'artiste devant les réaliser se révèle problématique. Les sorties « doivent être aussi majestueuses que le monument qu'elles desservent ». Un des premiers consultés est tout naturellement Hector Guimard, lequel réalise toutes les commandes du genre pour la ville. Après de nombreux débats, la hauteur et le style de la gare conçue par l'architecte sont jugés en total désaccord avec ceux de l'Opéra. Le projet d'une station aérienne à structure métallique fait rapidement place aux discrètes bouches sortant des deux terre-pleins centraux que nous connaissons aujourd'hui.

## Origine du nom
Cette place doit son nom au théâtre national de l'Opéra, bordant le côté nord.

## Historique
Projetée par décrets du 14 novembre 1858 et du 29 septembre 1860, cette place a été formée en 2 phases :
- la partie située au nord du boulevard des Capucines, par décret du 16 juillet 1862 ;
- la partie située au nord du boulevard des Capucines, par décret du 24 août 1864.

Décret du 14 novembre 1858
« Napoléon, etc.,
Sur le rapport de notre ministre secrétaire d’État au département de l'Intérieur,
Vu la délibération du Conseil municipal de Paris, en date du 16 juillet 1858 ;
Le plan d'alignement ;
Les pièces de l'enquête ;
L'avis du préfet et les autres pièces de l'affaire ;
Les lois des 16 septembre 1807 et 3 mai 1841 ;
L'ordonnance réglementaire du 23 août 1835 et le décret du 28 mars 1852 ;
Notre Conseil d’État entendu, avons décrété et décrétons ce qui suit :
- Article 1 : sont déclarés d'utilité publique dans la ville de Paris :
  - 1° L'ouverture d'une rue de 22 mètres de largeur, dite rue de Rouen, devant communiquer du boulevard des Capucines à la rue du Havre ;
  - 2° l'ouverture d'une rue d'embranchement (la rue Halévy) de 20 mètres de largeur, devant communiquer du dit boulevard à la rue de la Chaussée-d'Antin ;
  - 3° La formation d'une place quadrangulaire au point de départ commun des deux voies nouvelles, et d'un carrefour à l'extrémité de chacune ;
  - 4° Le prolongement des rues Boudreau et Godot-de-Mauroy jusqu'à la dite rue de Rouen.
Le tout suivant les alignements indiqués par des lignes bleues pleines sur un plan ci-annexé.
En conséquence, le préfet de la Seine, agissant au nom de la ville de Paris, est autorisé à acquérir, soit à l'amiable, soit, s'il y a lieu, conformément à la loi du 3 mai 1841 et au décret du 26 mars 1852, les immeubles ou portions d'immeubles dont l'occupation est nécessaire.

- Article 2 : la suppression de la rue Basse-du-Rempart entre les rues de la Chaussée-d'Antin et Caumartin est approuvée.
Cette suppression aura lieu par voie d'avancement des maisons riveraines à l'alignement du boulevard des Capucines, suivant le tracé bleu du même plan.
Sont réservés les droits des propriétaires à raison des accès qu'ils ont actuellement sur la rue Basse du Rempart.
- Article 3 : Notre ministre secrétaire d’État au département de l'Intérieur est chargé de l'exécution du présent décret.

Fait au palais de Compiègne, le 14 novembre 1858. »
Décret du 29 septembre 1860
« Napoléon, etc.,
Sur le rapport de notre ministre d’État,
Vu le décret, en date du 14 novembre 1858, qui déclare d'utilité publique : 
- 1° l'ouverture d'une rue de Rouen, devant communiquer du boulevard des Capucines à la rue du Havre ;
- 2° l'ouverture d'une rue d'embranchement (rue Halévy), de ce boulevard à la rue de la Chaussée-d'Antin ;
- 3° la formation d'une place (partie nord de la place de l'Opéra) au point de départ commun des deux rues ;
- 4° la suppression de la rue Basse-du-Rempart ;

Vu l'arrêté préfectoral, en date du 14 avril dernier, prescrivant l'ouverture d'une enquête à la mairie du neuvième arrondissement, sur le projet de construction d'une nouvelle salle d'opéra au fond de la place ci-dessus désignée ;
Vu le plan soumis à l'enquête et les diverses observations auxquelles il a donné lieu ;
Vu l'avis de la commission d'enquête et le projet modificatif qu'elle a proposé ;
Vu l'avis du conseil général des bâtiments civils sur le résultat de l'enquête, en date du 30 juin ; 
Vu la délibération du Conseil municipal en date du 3 août ;
Vu la loi du 3 mai 1841, sur l'expropriation pour cause d'utilité publique ;
Vu le décret du 26 mars 1852 sur la voirie de Paris ;
Notre Conseil d'Etat entendu, avons décrété et décrétons ce qui suit :
- Article 1 : est déclarée d'utilité publique la construction d'une nouvelle salle d'opéra avec toutes ses dépendances, sur un emplacement sis entre le boulevard des Capucines, la rue de la Chaussée-d'Antin, la rue Neuve-des-Mathurins et le passage Sandrié, qui est teinté en rose et liséré de bleu sur le plan annexé au présent décret. etc.
  - 3° : la bifurcation de la rue Halévy de 20 mètres de largeur, correspondant à la rue de Rouen, de l'autre côté de la place quadrangulaire, afin d'en diriger une branche (la rue Gluck) sur la rue Neuve-des-Mathurins, symétriquement au prolongement de la rue de Mogador, et l'autre branche (la rue Halévy) vers le point de la rue de la Chaussée-d'Antin où doit déboucher le prolongement de la rue Lafayette ; etc.. »

Décret du 16 juillet 1862
« Napoléon, etc.,
Sur le rapport de notre ministre secrétaire d'État au département de l'Intérieur,
Vu le plan des alignements approuvés par le décret du 14 novembre 1858, qui a déclaré d'utilité publique, dans la ville de Paris, l'ouverture de la rue de Rouen et son embranchement avec la rue de la Chaussée-d'Antin, et la fixation d'une place quadrangulaire à l'intersection de ces deux rues ;
Le décret du 29 septembre 1860, qui a déclaré d'utilité publique la construction d'une nouvelle salle de l'Opéra et la formation des abords de ce théâtre ;
Le plan annexé à ce dernier décret ;
Le nouveau plan d'alignement proposé pour dégager davantage les abords de l'Opéra, dont le périmètre a été modifié ;
Les pièces de l'enquête à laquelle ce projet a été soumis ;
 La délibération du Conseil municipal en date du 18 octobre 1861 ; 
L'avis du sénateur, préfet de la Seine ;
L'avis de notre ministre d'État ;
Les lois des 16 septembre 1807 et 3 mai 1841, et l'ordonnance réglementaire du 23 août 1835 ;
Les décrets des 26 mars 1852 et 27 décembre 1858 ;
Notre Conseil d'État entendu, avons décrété et décrétons ce qui suit :
- Article 1 : les alignements tracés sur les plans annexés aux décrets des 14 novembre 1858 et 29 septembre 1860, sont modifiés conformément aux liserés rouges d'un plan ci-annexé, qui détermine le nouveau périmètre et le dégagement de ces abords, notamment au moyen :
  - 1° D'une extension donnée à la place quadrangulaire à établir devant sa façade principale et aux deux places à créer de chaque côté des avant-corps latéraux de cet édifice ;
  - 2° De l'ouverture de deux nouvelles rues de 20 mètres de largeur, l'une faisant suite au prolongement direct de la rue Lafayette, depuis la rue de la Chaussée-d'Antin jusqu'à la rencontre de la rue de Mogador ; l'autre, destinée à former sur la gauche du monument le pendant de la rue de Mogador-Prolongée, et allant de la rue Neuve-des-Mathurins à celle de la Chaussée-d'Antin.

- Sont déclarées d'utilité publique les dispositions ci-dessus arrêtées.
- En conséquence, le préfet de la Seine, agissant au nom de la ville de Paris, est autorisé à acquérir, soit à l'amiable, soit, s'il y a lieu, par voie d'expropriation, conformément à la loi du 3 mai 1841 : 
  - 1° la portion de la propriété sise rue Basse-du-Rempart, no 10, et appartenant aux héritiers Feuilloys, qui se trouve en dehors de l'alignement de la place quadrangulaire à établir devant l'Opéra ;
  - 2° les immeubles ou portions d'immeubles dont l'occupation est nécessaire pour le percement des rues à ouvrir ;
  - 3° et à comprendre dans l'expropriation, en vertu de l'article 2 du décret du 26 mars 1852, les portions de ces immeubles restant en dehors de ces alignements, à l'exception, toutefois :
    - 1° de la portion de la maison sise rue Basse-du-Rempart, no 10 ;
    - 2° de la portion de l'immeuble sis rue Neuve-des-Mathurins, no 24.

- Article  2 : Notre ministre secrétaire d'État au département de l'Intérieur est chargé de l'exécution du présent décret.

Fait à Vichy, le 16 juillet 1862. »
Initialement dénommée « place Napoléon », en l'honneur de Napoléon III, elle devient « place de l'Opéra » en 1873.

## Bâtiments remarquables et lieux de mémoire
- Au XIXe siècle, Adolphe Goupil et ses associés ouvrirent sur cette place un magasin de vente d'estampes et d'édition d'art vendant dans le monde entier. L'affaire fut mise en liquidation de 1917 à 1921[réf. nécessaire].
- Au no 5 se trouve le Grand-Hôtel (désormais InterContinental Paris Le Grand), au rez-de-chaussée duquel se trouve le Café de la Paix.
- Au no 6 étaient les bureaux du journal L'Écho de Paris. Sous la Troisième République, une pancarte annonçait les résultats les soirs d'élection, attirant une foule qui applaudissait ou sifflait selon son opinion politique. C'est l'ancêtre des soirées électorales télévisées.

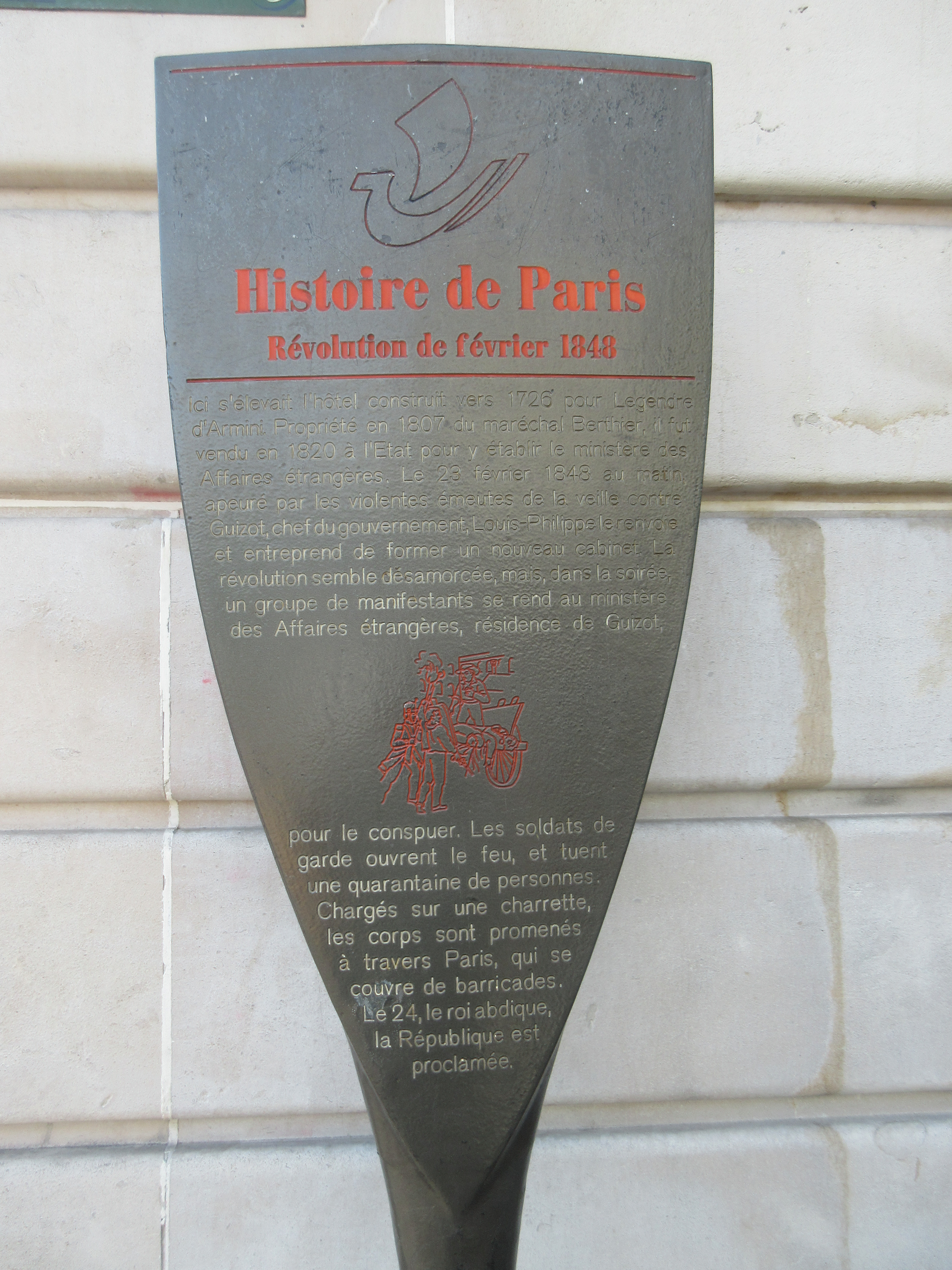
Panneau Histoire de Paris
« Révolution de février 1848 »

- Au no 9 se trouvait au XIXe siècle le magasin du Docteur Pierre[9].

## Dans la culture populaire
- Une scène de l'épisode 1 de la saison 2 de la série télévisée Baron noir y est tournée.

## Pour approfondir